# Harald Nilsen Tangen
Harald Nilsen Tangen, né le 3 janvier 2001 à Stavanger en Norvège, est un footballeur norvégien qui évolue au poste de milieu offensif au Sarpsborg 08 FF.

## Biographie

### En club
Né à Stavanger en Norvège, Harald Nilsen Tangen est notamment formé par le Viking Stavanger. Il fait sa première apparition en professionnel le 18 avril 2018, lors d'une rencontre de coupe de Norvège face au Madla IL. Il entre en jeu en cours de partie, et son équipe l'emporte par deux buts à zéro ce jour-là.
Le 29 mai 2019, il est prêté tout comme son coéquipier Lasse Berg Johnsen au Tromsdalen UIL, club de deuxième division norvégienne. Il inscrit ses deux premiers buts en professionnel avec cette équipe lors d'un même match, le 23 juin 2019, lors d'une rencontre de championnat face au Sandnes Ulf. Il entre en jeu peu avant la pause ce jour-là, mais son équipe s'incline tout de même malgré ses deux buts (3-2 score final).
Le 26 août 2020, il est cette fois-ci prêté à l'Åsane Fotball.
Il fait ensuite son retour au Viking FK. Le 27 mai 2021, il inscrit son premier but pour le club, lors d'une rencontre de championnat face au Mjøndalen IF. Son équipe s'impose par deux buts à un ce jour-là.
Le 16 août 2024, Harald Nilsen Tangen quitte le Viking FK afin de signer en faveur du Sarpsborg 08 FF pour un contrat courant jusqu'en décembre 2027.
Il joue son premier match sous ses nouvelles couleurs le 18 août 2024, lors d'une rencontre de championnat face au FK Haugesund où il est titularisé. Les deux équipes se partagent les points ce jour-là (2-2 score final).

### En équipe nationale
Harald Nilsen Tangen est sélectionné avec l'équipe de Norvège des moins de 17 ans pour participer au championnat d'Europe des moins de 17 ans en 2018. Il joue deux matchs lors de ce tournoi, où son équipe termine en tête de son groupe avant d'être éliminée par l'Angleterre en quarts de finale, le 13 mai (0-2).
Tangen joue un total de deux matchs avec les moins de 18 ans, les deux en 2018.
Avec les moins de 20 ans, Tangen joue trois matchs entre 2021 et 2022, dont une titularisation.